# Tonight
Tonight — шестнадцатый студийный альбом Дэвида Боуи, вышедший в 1984 году. Примечателен сотрудничеством Боуи с Игги Попом, Тиной Тернер и кавер-версией «God Only Knows» группы «The Beach Boys».

## Об альбоме
Критики расценили пластинку, как ленивое усилие, попытку Боуи вернуться в хит-парады на волне успеха предыдущего альбома «Let's Dance». Но расчет полностью оправдался – альбом занял 1 место в Великобритании и 11 в США. Tonight содержит знаменитый хит «Blue Jean», для которого режиссёр Джульен Темпл снял 21-минутный короткометражный фильм названный «Jazzin' for Blue Jean», отражающий давний интерес Боуи сочетать музыку с драматическим искусством. Также диск содержит минорный хит «Loving the Alien», песня с глубоким смыслом, о религиозных конфликтах и одна из немногих песен из альбома «Tonight», позднее вернувшихся в концертный репертуар Боуи. В альбом вошли танцевальные версии перезаписанных композиций «Neighbourhood Threat» и «Tonight», старые песни Боуи написанные совместно с Игги Попом, обе из которых первоначально появилась на альбоме Lust for Life последнего и кавер-версия песни «Don't Look Down» с третьего сольного альбома Игги Попа «New Values».

## Список композиций
Все песни написаны Дэвидом Боуи, за исключением отмеченных.

### LP: EMI / DB 1 (UK)
1. «Loving the Alien» (Дэвид Боуи) — 7:11
2. «Don’t Look Down» (Игги Поп, Джеймс Уильямсон) — 4:11
3. «God Only Knows» (Брайан Уилсон, Тони Эшер) — 3:08
4. «Tonight» (Дэвид Боуи, Игги Поп) (исполняют Дэвид Боуи и Тина Тернер) — 3:46
5. «Neighborhood Threat» (Дэвид Боуи, Игги Поп) — 3:12
6. «Blue Jean» (Дэвид Боуи) — 3:11
7. «Tumble and Twirl» (Дэвид Боуи, Игги Поп) — 5:00
8. «I Keep Forgettin'» (Джерри Лейбер, Майк Столлер) — 2:34
9. «Dancing with the Big Boys» (Карлос Аломар, Дэвид Боуи, Игги Поп) (исполняют Дэвид Боуи и Игги Поп) — 3:34

## Издание на компакт-диске
В 1995 году лейбл Virgin Records повторно выпустил альбом на компакт-диске с тремя бонус-треками. EMI выпустило второе переиздание диска в 1999 году (все композиции прошли 24-битный цифровой ремастеринг звука, но без бонус-треков).

### CD: Virgin / CDVUS97 (UK)
- Бонус-треки переиздания 1995 года:
- «This Is Not America» (сингл версия 1985) — 3:51
- «As the World Falls Down» (из фильма Лабиринт саундтрек 1986) — 4:46
- «Absolute Beginners» (из фильма Absolute Beginners саундтрек 1986) — 8:00

## Участники записи

### Музыканты
- Дэвид Боуи: вокал
- Карлос Аломар: гитара
- Дерек Брембл: бас, гитара, синтезатор, бэк-вокал
- Кармин Рохас: бас
- Марк Кинг: бас на «Tumble and Twirl»
- Сэмми Фиджеро: перкуссия
- Омар Хаким: ударные
- Гай Ст. Ондж: маримба
- Робин Кларк, Джордж Симмс, Кёртис Кинг: бэк-вокал
- Тина Тёрнер: вокал на «Tonight»
- Игги Поп: вокал на «Dancing With The Big Boys»
- The Borneo Horns:

- Стэнли Харрисон: альт саксофон, тенор саксофон
- Стив Элсон: баритон саксофон
- Ленни Пикетт: тенор саксофон, кларнет
- Ариф Мардин: аранжировка струнных, синтезатор

### Продюсеры
- Дэвид Боуи
- Хью Пэдхем
- Дерек Брэмбл

## Позиции в хит-парадах

### Альбом
| Год  | Хит-парад              | Высшая позиция |
| ---- | ---------------------- | -------------- |
| 1984 | UK Albums Chart        | 1              |
| 1984 | Billboard 200          | 11             |
| 1984 | Norwegian Albums Chart | 3              |
| 1984 | Swiss Albums Chart     | 8              |
| 1984 | Swedish Albums Chart   | 4              |
| 1984 | Austrian Albums Chart  | 8              |

| Чарт (1984)                    | Позиция |
| ------------------------------ | ------- |
| Великобритания (Gallup Poll)   | 44      |
| Италия (FIMI)                  | 59      |
| Япония (Oricon Year-End Chart) | 70      |

### Сингл
| Год  | Сингл       | Хит-парад               | Высшая позиция |
| ---- | ----------- | ----------------------- | -------------- |
| 1984 | «Blue Jean» | UK Singles Chart        | 6              |
| 1984 | «Blue Jean» | Norwegian Singles Chart | 3              |